# Zlatá obruč
Zlatá obruč (též hráno jako Zachar Berkut nebo Berkutové, v ukrajinském originále  Золотий обруч, Захар Беркут nebo Беркути, op. 23) je opera o čtyřech dějstvích a devíti obrazech ukrajinského skladatele Boryse Mykolajovyče Ljatošynského. Libreto k ní napsal básník Jakiv Andrijovyč Mamontov (1886–1940) podle povídky významného ukrajinského básníka a spisovatele Ivana Franka Zachar Berkut s historicko-sociálním námětem z doby mongolského vpádu. Opera měla premiéru v Oděse 26. března 1930. Druhá verze opery měla premiéru v roce 1970 ve Lvově.

## Vznik a charakteristika opery
Dvacátá léta 20. století byla dobou velkého rozvoje a modernizace ukrajinské hudby a Borys Ljatošynskyj byl jejím předním představitelem; podle The New Grove Dictionary of Opera „zahájil moderní hudební hnutí na Ukrajině sérií intenzivních a vysoce expresivních děl, ve kterých individuálním způsobem vyjadřoval své hlavní zaujetí expresionismem‟. V té době zkomponoval řadu svých zásadních komorních skladeb (např. houslovou sonátu) i orchestrální Předehru na čtyři ukrajinská lidová témata. Toto desetiletí završil kompozicí hudebního dramatu Zlatá obruč.
Na konci 20. let na Ukrajině probíhala politika „ukrajinizace‟, zejména na poli kultury, svázaná s osobou komunistického předáka Mykoly Skrypnyka. V jejím rámci se zrodil ideologicko-kulturní projekt, podle nějž měli přední ukrajinští skladatelé složit opery podle klasických děl ukrajinské literatury, většinou historického a vlasteneckého obsahu. Nejvýznamnějším výsledkem tohoto projektu, a nejvýznamnější meziválečnou ukrajinskou operou, se stal Ljatošynského příspěvek: opera Zlatá obruč vzniklá v roce 1929 na základě historické novely jednoho ze zakladatelů ukrajinské literatury Ivana Franka a na libreto J. A. Mamontova. Jejím námětem, vzatým z dob mongolského vpádu v polovině 13. století, byl vítězný odpor předfeudální obecní pospolitosti (tzv. „hromady‟) v podkarpatské vsi Tuchlje před feudalizací, tj. především prosazením soukromého vlastnictví půdy, a současně před cizozemským uchvatitelem. Tato sociální utopie přirozeně rezonovala v raném komunistickém státě; jak napsal libretista Mamontov, „hrdinský boj tucholjské hromady svým emočním nábojem plně souzní s hrdinským zápasem proletariátu‟.
Libretista a skladatel přitom předlohu upravili; jeden z hlavních hrdinů příběhu, Maksym Berkut, nakonec hyne v boji a jeho smrtí opera končí. Připsána byla navíc postava stařeny Mavry, folklórně-symbolický obraz ještě předkřesťanského myšlení. Obecnější dosah měla symbolizovat i změna titulu ze Zachar Berkut (podle předáka tucholjské hromady) na Zlatá obruč, symbol občiny. Ještě více se k zobecnění příběhu ubíral Ljatošynskyj ve svém zhudebnění. Pojal jej ne jako historickou událost, ale v duchu wagnerovského mýtu. Podle H. Veselovs'ké „mužnost, hrdinství, oddanost vlasti a lidu, vše přemáhající láska – tyto mravní imperativy a jim protikladné lidské vlastnosti, jako podlost, lakomství, zrádcovství staly programovými tematickými impulsy hudby B. Ljatošynského.‟ V zásadě wagnerovsky pojal skladatel i hudební strukturu opery. Podle M. Zajkevyčové „při budování výrazové struktury díla se Ljatošynskyj opírá o princip příznačného motivu – naplněním orchestrálního partu výraznými tématy-symboly a jejich aktivním rozvíjením. Příznačné motivy skladatel využívá široce a rozmanitě: k charakteristice hlavních postav, emocí, dějů‟.
Vedle toho však hudební jazyk opery charakterizuje využití jednak umělecky přetvořené lidové hudby, jednak nejmodernějších kompozičních postupů směřujících k expresionismu až atonalitě. Jeden z příkladů V. Baley v The New Grove Dictionary of Opera: „V monologu Zachara Bekuta využívá Ljatošynskyj starou haličskou píseň jako cantus firmus a tato hudba skvěle prokazuje jeho schopnost sjednotit a transformovat různé hudební struktury – v tomto případě diatonickou naivitu lidového idiomu a nestálý, atonální jazyk expresionismu.‟

## Inscenační historie
Význam Ljatošynského opery byl od počátku zřejmý a i díky tomu bylo rozhodnuto ji uvést ve všech třech tehdy existujících ukrajinských operních divadlech: v Kyjevě, Charkově a Oděse. Zajímavostí je, že z různých praktických důvodů byla uvedena v každém z těchto měst pod jiným názvem.
Úplná premiéra se konala v Oděse 26. března 1930 pod původním názvem Frankovy povídky Zachar Berkut. Režii měl S. Butovskyj. dirigoval S. Stolerman a scénu vytvořil I. Nazarov. Atmosféru při prápravě popsal Ljatošynskyj v dopise R. Glierovi: „Režisér je slušný. Dosti podrobně se vším zabývá, a i když s ním v některých detailech nesouhlasím, je základní charakter a styl inscenace mému úmyslu věrný. Bída je v tom, že mu na každém kroku házejí klacky pod nohy. Je totiž Ukrajinec (Butovs'kyj) a v divadle je silná ruská strana. Dirigent Stolerman se postavil ke své práci svědomitě, ale protože mu přidělili strašně málo zkoušek, nedosahuje v orchestrální části jemného uměleckého vypracování. Výprava je opravdu dobrá, ale kulisy by mnohdy mohly být výraznější a živější. Je v nich jakási jednotvárnost. Pokud jde o interprety, všichni dali podle možností všechno, co mohli, a proti nim nemohu nic říci.‟
Již oděská inscenace se dočkala kritiky pro svou expresionistickou výpravu, připomínající filmy Fritze Langa. Následovala inscenace v Kyjevě; tamější operní divadlo jí otevřelo sezónu 1930/31 a hrálo ji pod názvem Berkutové. Režisérem byl V. Manzij, scénu vytvořil O. Chvostenko-Chvostov, rovněž ve stylu expresionismu a symbolismu. Po prvních pochvalných kritikách však zesílily hlasy formulované již z pozic socialistického realismu, zejména v časopise Sovětské umění, směřující především proti inscenaci, ale i proti opeře samotné, a vyčítající jí nesrozumitelnost. Již po měsíci byla opera stažena z repertoáru. Poslední inscenace se konala v Charkově v září 1930 konečně pod názvem zvoleným autory, totiž Zlatá obruč. Režii měl M. Foregger, dirigoval A. Marguljan a scénu vytvořil A. Petryckyj. Kritika již byla jednoznačně negativní, směřovala na režiséra, výpravu i na skladatele: „Jednou z příčin neúspěchu této inscenace je tonální hudba filigránského, dekadentního mystického charakteru, nesrozumitelná, ba cizí sovětskému divákovi‟, psal dopisovatel Umělecké tribuny. Výsledek se dal očekávat – po pouhých šesti představeních byla opera stažena a neobjevila se na jevišti téměř čtyřicet let.
Teprve za doby politického uvolnění na konci šedesátých let 20. století se mohla Zlatá obruč objevit znovu na jevišti. Stárnoucí skladatel se k ní po čtyřiceti letech vrátil a přepracoval. Inscenaci uvedlo Lvovské divadlo opery a baletu Ivana Franka roku 1970 a připravili ji spolu se skladatelem – režisér Dmytro Smolyč, dirigent Jurij Luciv a scénograf Jevgen Lysyk. Obnovená opera měla obrovský úspěch u obecenstva kritiky a získala roku 1971 státní cenu T. Ševčenka. Ljatošynskij se již jejího udělení nedožil, zemřel 15. dubna 1971.
Dosud poslední nastudování Zlaté obruče uvedlo Kyjevské divadlo opery a baletu T. Ševčenka v roce 1989. Tato inscenace, již připravili režisér Dmytro Hnatjuk, dirigent Volodymyr Kožuchar a scénograf Vadym Sikors'kyj, byla přijata kritikou podstatně méně vřele.

## Osoby
- Zachar Berkut, náčelník Tucholjské horské obce, devadesátiletý stařec – bas
- Maksym Berkut, jeho mladší syn – tenor
- Tuhar Vovk, bojar – baryton
- Myroslava, jeho dcera – soprán
- Mavra, tucholjská stařena – mezzosoprán
- Burunda, vůdce mongolského oddílu – bas
- Horalové, bojaři, členové družiny, Mongolové, mongolští zajatci

## Děj opery

### 1. dějství
(1. obraz – Stráň nad vsí Tuchljou v Karpatech, časné ráno) Stará Marva, zběhlá v léčení nemocí, sbírá pod lesem bylinky. Narazí na Maksyma Berkuta, statného syna starého Zachara Berkuta, staršiny obce. Maksym chce odejít do hor, aby tam našel životní štěstí a lásku. Stařena jej však zastavuje: ví, že se k obci blíží mongolské vojsko a že nastane krutý boj, v němž Maksym nesmí při obraně rodné vsi chybět. Přichází bezstarostná mládež, hraje lidovou hru „na kukačku“ a tančí haličské tance.
Za zvuku loveckých rohů se blíží lovecká výprava místního bojara Tuhara Vovka, jejž doprovází i jeho krásná dcera Myroslava. Bojar se chystá na medvěda a vyzývá mládence, aby ze svého středu vybrali nejstatečnějšího. Hoši jednohlasně navrhují Maksyma. Myroslava, jíž se mužný Maksym líbí, je volbou potěšena, ale otec mladíkovi vyčítá, že jeho otec Zachar podněcuje vesničany proti bojarům. Maksym se s bojarem dává do hádky: podle něj se Tuhar zdejší země zmocnil bezprávně, ale bojar namítá, že získal Tucholštinu od samotného haličského knížete. Maksym chce jejich při předložit lidovému soudu, ale Tuhar tento návrh s výsměchem odmítá a vydává se stopovat medvěda. Aby byl poblíž Myroslavy, připojuje se Maksym k bojarově družině.
(2. obraz – V horských skalinách, dopoledne) Medvědí doupě jako první objeví Myroslava, když do něj nedopatřením spadne. Troubením na roh volá záchranu a první přispěchá Maksym, který nad šelmou v lítém zápase zvítězí. Nad medvědí mrtvolou následuje vyznání lásky mezi ním a zachráněnou dívkou. I Myroslavin otec je nucen vyjádřit hrdinovi vděčnost, vzápětí však mezi nimi vzplane starý spor a Maksym a Tuhar se k Myroslavině lítosti rozcházejí v hněvu.

### 2. dějství
(3. obraz – Louka pod posvátným dubem poblíž vsi, poledne) Začíná shromáždění občiny. Stařešinové přinášejí symbol obce: rudou korouhev zatknutou do zlaté obruče. Lid vzdává této zástavě úctu. Slova se ujímá Zachar Berkut a varuje před hrozícím nebezpečím. Mongolové již dobyli Kyjev a ani od knížete Daniela Romanoviče, ani od bojarů není radno očekávat účinnou obranu, to spíše zradu. Obec se bude muset nájezdníkům postavit sama. Přichází bojar Tuhar Vovk a starý Berkut nad ním ihned zahajuje lidový soud. Tuhar opět tvrdí, že dostal Tucholštinu od knížete, ale Berkut dokládá, že občina byla vždy svobodná a neměla nad sebou pána. Rozzlobený lid se sápe na bojara, který tasí meč a jednoho z vesničanů zraní. Jen Berkutovo nabádání zabrání tomu, aby byl bojar na místě zlynčován.Tuhar Vovk na odchodu vyhrožuje vesničanům Mongoly. Lidový soud poté dochází k jednoznačnému závěru: je třeba Tuhara vyhnat a jeho statek srovnat se zemí. Výkonem rozsudku je pověřen Maksym.
(4. obraz – Mongolský tábor, před stanem vojevůdce Burundy, odpoledne) Mongolští vojáci provolávají slávu svému vrchnímu veliteli Čingischánovi, zatímco zajatci z různých zemí – Peršané, Číňané, Indové – jim musí pro pobavení předvádět své národní tance. Stráž přivádí Burundovi dva návštěvníky se zavázanýma očima: jsou to Tuhar Vovk a Myroslava. Tuhar se náčelníkovi hlásí s tím, že je ochoten dát se do mongolských služeb. Myroslava sice otcovo jednání považuje za vlastizradu, podaří se jí však okouzlit Burundu natolik, že od něj získá prsten zajišťující volný průchod strážemi. Myroslava toho chce využít tím, že odejde varovat tucholjské vesničany, ale Tuhar jí vyčítá, že se přátelí s prostým lidem a zejména s nevolníkem Maksymem. Hrozí jí, že už svého milého nikdy neuvidí. Tuhar odchází do Burundova stanu, Myroslava omdlévá.
(5. obraz – Před usedlostí Tuhara Vovka poblíž Tuchlji, soumrak) Vesnická družina vedená Maksymem přišla vypálit bojarův dům. Tuharovi služebnici zanechaní na stráži jim však nekladou odpor, naopak se přidávají k Tucholjským a prozrazují Maksymovi, že Tuhar i s dcerou odešli neznámo kam. Zatímco se všichni objímají a smiřují, objevuje se mongolský oddíl s Tuharem, který přišel bránit svůj dům. V zápase se Mongolům podaří pobít téměř všechny odpůrce, Maksyma se zmocní živého. Než jej odvlekou, podaří se Maksymovi vzkázat po Mavře prosbu vesničanům, aby jej přišli osvobodit. Mavra hledá mezi pobitými Tucholjci ty, kteří jsou ještě naživu, a běduje nad osudem vsi. Maksymovo poslání bylo alespoň splněno: bojarův statek rychle stravují plameny.

### 3. dějství
(6. obraz – V mongolském táboře před Tuharovým stanem, noc) Klidnou noc jen tu a tam protíná volání stráží. Myroslava sedí před stanem a za doprovodu theorby zpívá smutnou píseň. Mongolové k ní přivádějí Maksyma a nechávají milence o samotě; Myroslavu nenapadne, že se jedná o léčku jejího otce, a nabízí Maksymovi prsten, se kterým se může dostat z ležení. Přichází Tuhar a jedná s Maksymem přívětivě. Tucholjci totiž obešli dolinu a zahradili východ z ní. Mongolové jsou nyní ochotni Maksymovi vrátit svobodu, pokud je vesničané nechají v klidu odejít. Maksym však tuto myšlenku odmítá, protože je přesvědčen, že vesničané krveprolití zabránit nechtějí. Tuhar s dcerou přesto odchází k vesničanům, aby je o této výměně přesvědčil; Maksym však krajanům po Myroslavě vzkazuje, aby se nevyhýbali boji a nikoho nešetřili.
(7. obraz – Jeskyně v horách nad Tucholjským údolím, před východem Slunce) Koná se porada stařešinů a Zachar Berkut vydává rozkazy: je třeba povalit kámen zvaný „Stráž‟ a přehradit jím potok protékající údolím tak, aby byl mongolský tábor zaplaven. Objeví se Tuhar Vovk s Myroslavou a tlumočí Tuicholjským Burundovu nabídku: pokud vesničané vojsku uvolní cestu, Mongolové propustí Maksyma a odtáhnou do Uher. Zachar Berkut však nevěří, že se jeho syn nalézá v mongolském zajetí, a nabídku odmítá. Lidé vyhánějí Tuhara jakožto odpadlíka a zrádce vlasti. Myroslava zůstává a prosí Zachara, aby ji přijal za svou dceru. Za nastávajícího rozbřesku, který vysílá do jeskyně první sluneční paprsky, ji Zachar objímá a přijímá do své rodiny.

### 4. dějství
(8. obraz – V mongolském táboře, ráno) Do tábora prakticky nepozorována vstoupila Mavra; nese Maksymovi prsten od Myroslavy a radí mu, aby s jeho pomocí co nejdříve opustil tábor, protože Tucholjci již brzy svalí do koryta potoka skálu a hladina pak začne rychle stoupat. Stařena pak zmizí, avšak Maksymovi v odchodu brání Tuhar. Maksym tedy předstírá, že je ochoten vyvést Mongoly z údolí tajnou stezkou. Tuhar je touto nabídkou potěšen, zbavuje Maksyma pout a běží pro Burundu. V tu chvíli se za ohromného hluku zřítí „Stráž“; v táboře zavládne zmatek a Maksymovi se – za zvolání „Ať žije Tucholština“ a v ženském přestrojení – podaří utéci. Když Burunda vidí, že Maksym je pryč, považuje to za Tuharovu zradu a bojara probodne svým mečem. Vojevůdce dává troubit do útoku, ale neviditelný nepřítel a stoupající voda vyvolávají v mongolském vojsku jen další chaos.
(9. obraz – Tábor Tucholjců na skalách nad údolím, poledne) Vesničané s nadšením pozorují, jak Mongolové a jejich zajatci tonou v údolí. Jen Myroslava stranou hořekuje nad osudem svého otce i milence. Její nářek nad Maksymovou smrtí je jen o málo předčasný. Vesničan zahlédnou prchajícího Maksyma živého, ale pronásledovaného vojáky. Zanedlouho již horalové mladíka přinášejí na nosítkách smrtelně zraněného a pokládají jej k otcovým nohám. S radostnou myšlenkou na to, že vlast byla zbavena nepřátel a je opět svobodná, Maksym Berkut umírá. Na paměť všem, kteří zemřeli v boji za svobodu, sklánějí stařešinové nad Maksymovým tělem rudou korouhev se zlatou obručí.